# Palau dels Peguera
El palau dels Peguera és un edifici situat a la plaça de Sant Joan de Berga, inclòs a l'Inventari del Patrimoni Arquitectònic de Catalunya.

## Història
Sembla que, com a agraïment per la participació a la conquesta de Tortosa, els Peguera van obtenir de Ramon Berenguer IV un feu que comprenia una part del Berguedà. Fou aleshores quan Hug de Peguera va iniciar l'edificació d'una mansió a Berga.  El 1190, els Peguera van vendre el feu als Berga, que esdevingueren així senyors de la vila.
Es creu que al segle xvii va patir una important reforma, Al segle xviii fou seu del palau de justícia, i al xix casino i centre carlí, quan Berga fou un dels principals llocs del carlisme català. El 1879 hi havia el teatre Quevedo.

## Descripció
Consta de planta baixa i dos pisos. La planta és força rectangular, i el parament és de grans carreus de pedra ben escairats, disposats en fileres i units amb morter. La coberta és de teula àrab. Els baixos estan ocupats per un cafè i la façana a aquesta alçada és arrebossada imitant carreus de pedra. Al primer i segon pis trobem dues obertures rectangulars allindades i alineades entre si. Són balcons independents amb baranes de ferro força senzilles. Enmig dels del primer pis hi ha un escut gravat en baix relleu però es troba en molt mal estat. Alguns, però, l'han identificat amb l'emblema dels Peguera o amb el dels Saga.